# デンドロビウム・ノビル

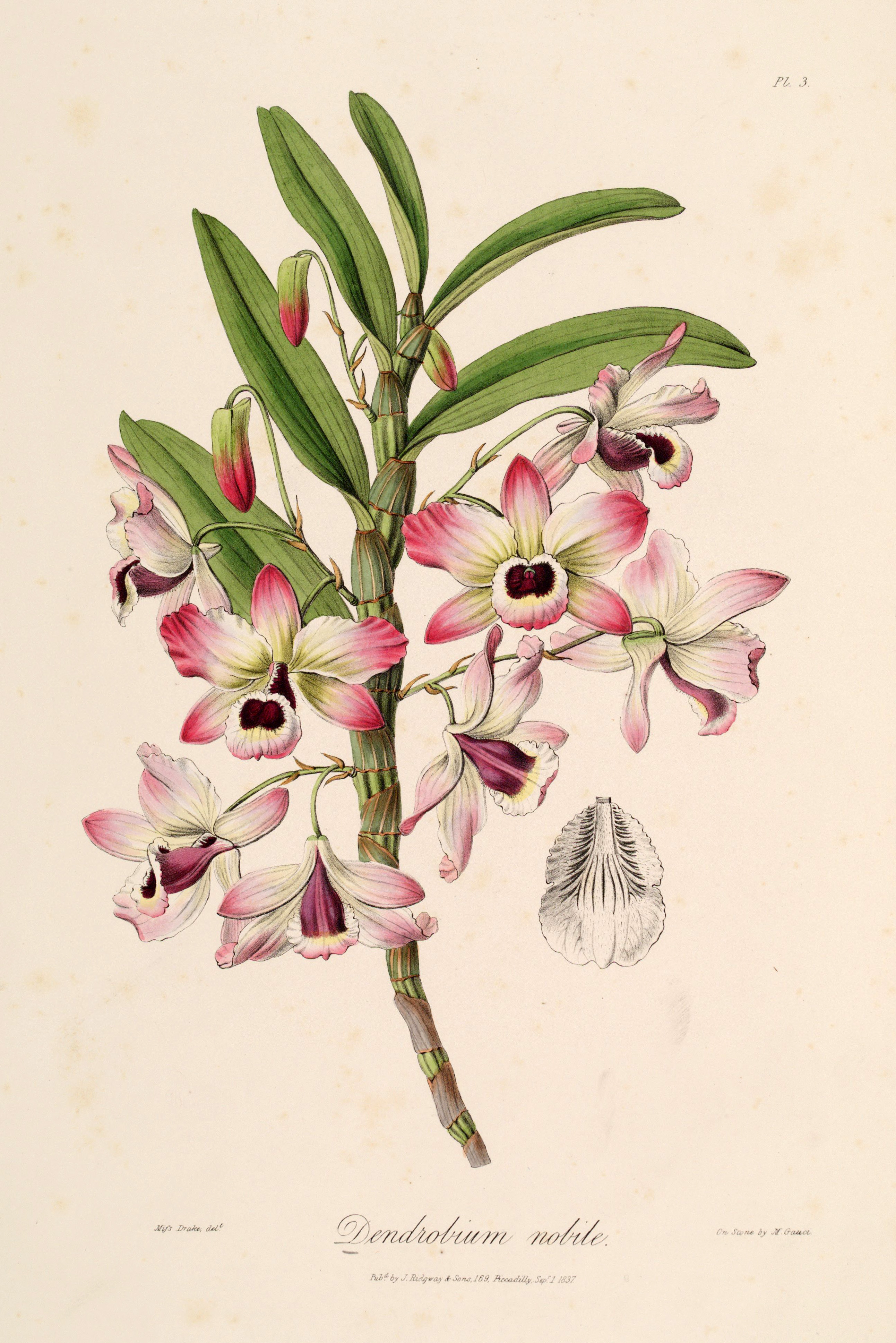
図版

デンドロビウム・ノビル Dendrobium nobile Lindl. は、ラン科の着生植物。洋ランのデンドロビウムの代表的な種であり、交配親としても重要なものである。

## 概説
本種はインドや中国南部などに広く分布するラン科植物で、日本のセッコクなどに似て、遙かに大きくなる。花は白に紫を帯びて美しい。
本種は古くから生薬として使われた。それ以上に洋ランとしても有名で、もっとも代表的なデンドロビウムである。また交配親としても重要で、本種を中心とする交配品種群をまとめてノビル系という。
学名の読みとしては、たとえば遊川(1997)などはノビレを当てているが、本種が園芸植物としてこの名で広く流通していることから上掲の名を取った。和名としては牧野(1961)はコウキセッコクとデンドロビュウムの2つを取り上げている。前者は学名の直訳で彼が命名した(1913)もの、後者は属名から直接に起こしたものである由。木村、木村(1964)も前者を使用している。ただし、現在ではこれらの和名を見ることはまずなく、上記の遊川(1997)もこれに触れてはいない。

## 特徴
着生の多年生植物。茎は高さ30-60cmで多数が束になって生じる。茎は狭紡錘形、肉質で汚緑色をなし、節間はやや短くて2cm程度、葉鞘は次第に白茶色になってこれを包む。葉は基部を除いて節ごとに生じ、葉身は長楕円形で長さ7-11cm、幅1-3cm。二年目で脱落する。
花は、普通は落葉した茎の、上半分の葉腋それぞれから出る。短い花茎の上に2-4花を総状につける。花は蝋質で芳香がある。花は径が6-8cmで、萼片と側花弁は基部が白色で、先端の方から紫紅色を帯びる。唇弁は中心部が濃栗色で外側は同心円状に白みを帯び、先端が藤色に色づく。中央の濃色部はビロードのような肌合いとなる。花の寿命は長い。なお、花色には変異が多い。

## 分布
ネパール、シッキム、ラオス、タイ北部から中国南部に分布し、標高2000-3000mの高冷地を生育域としている。
ただし、有名な原種の例に漏れず、本種も乱獲のため野外で自生や開花を目にする機会は少なくなっているという。

## 生育環境

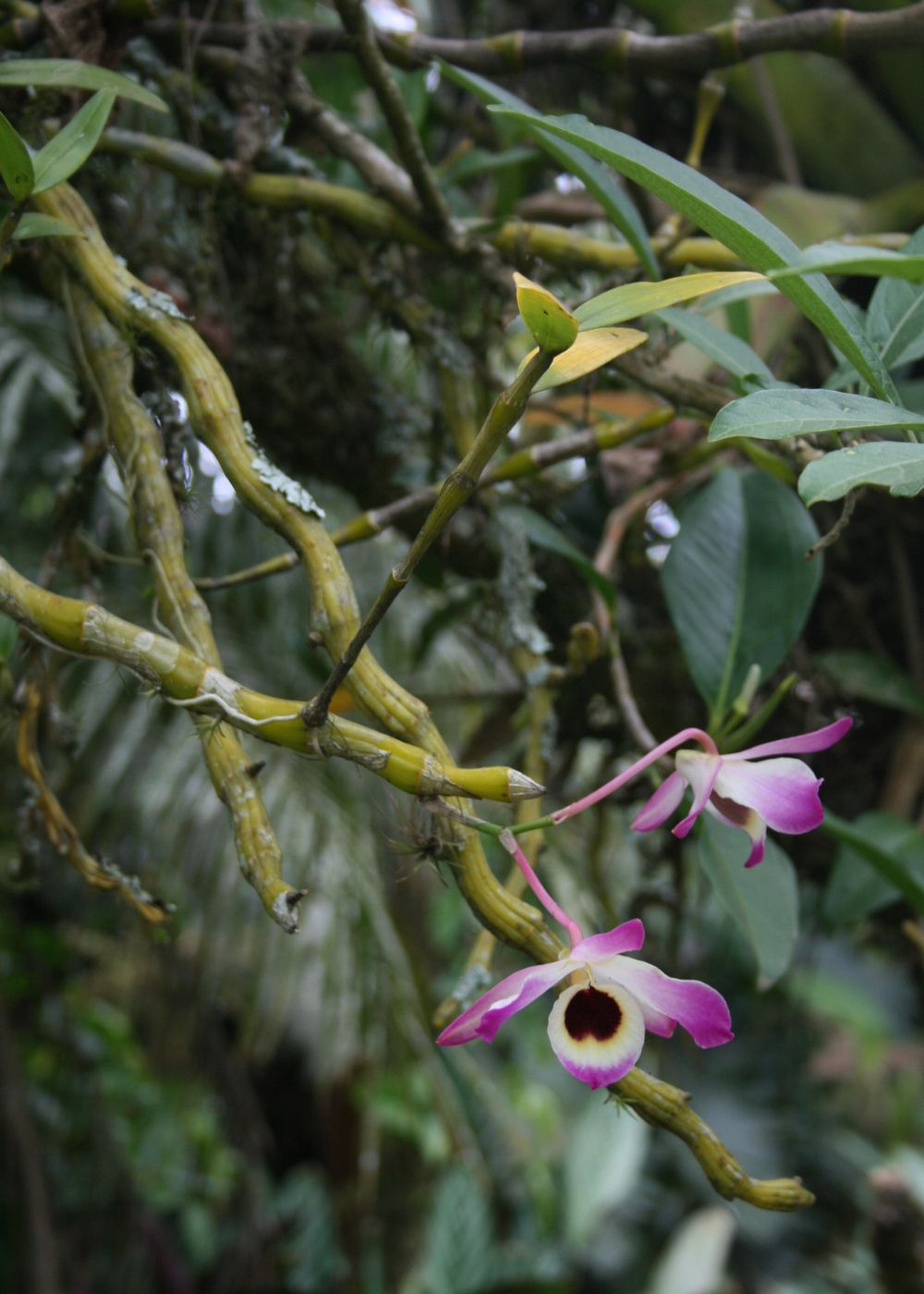
着生状態で栽培したもの

樹上に着生し、斜上、あるいはやや垂れ下がるようにして生育している。日当たりがよく、風の通る場所を好む。
生育地は熱帯域ではあるが高冷地にあり、また雨季と乾季がはっきりしている。4-10月の雨期は温暖だが最高気温は30℃をほとんど超えない。また乾期である11-3月には気温が下がるが時に5℃になるものの平均気温は9-10℃と極端に冷え込むことはなく、霜や降雪もない。この種は雨期の間生育し、乾期には休眠に入り、乾期の終わりから雨期のはじめに開花する。花芽の形成には低温に一定期間経験することが必要とされる。ある研究では低温は18℃より低い温度がよく、13℃・2週間の低温期間で花芽形成に十分である。

## 利用
中国などでは他の数種と共に薬用とされる。また、洋ランとして古くから栽培され、交配親としても重視されてきた。デンドロビウムと言えば、かつてはそれらをさした。

### 生薬として
全草を加熱乾燥するか、あるいは湯に浸けた後に乾燥させたものを金釵石斛（きんさせっこく）と呼ぶ。漢方で強壮、強精、または美声薬として高貴薬とし、人参と並び称されるという。成分としては粘液質と、セスキテルペン系のアルカロイドである dendrobine、methodendrobine、nobiline、dendeamine などが発見されている。ただし、薬草の品質としてはホンセッコク D. officinale の方が良いとされている。なお、これらの薬理成分については現在も多くの研究がなされている

## 洋ランとして

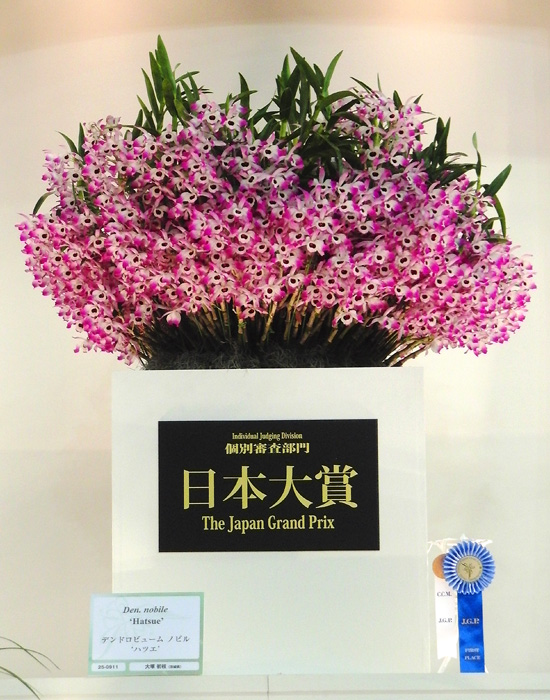
大株仕立て

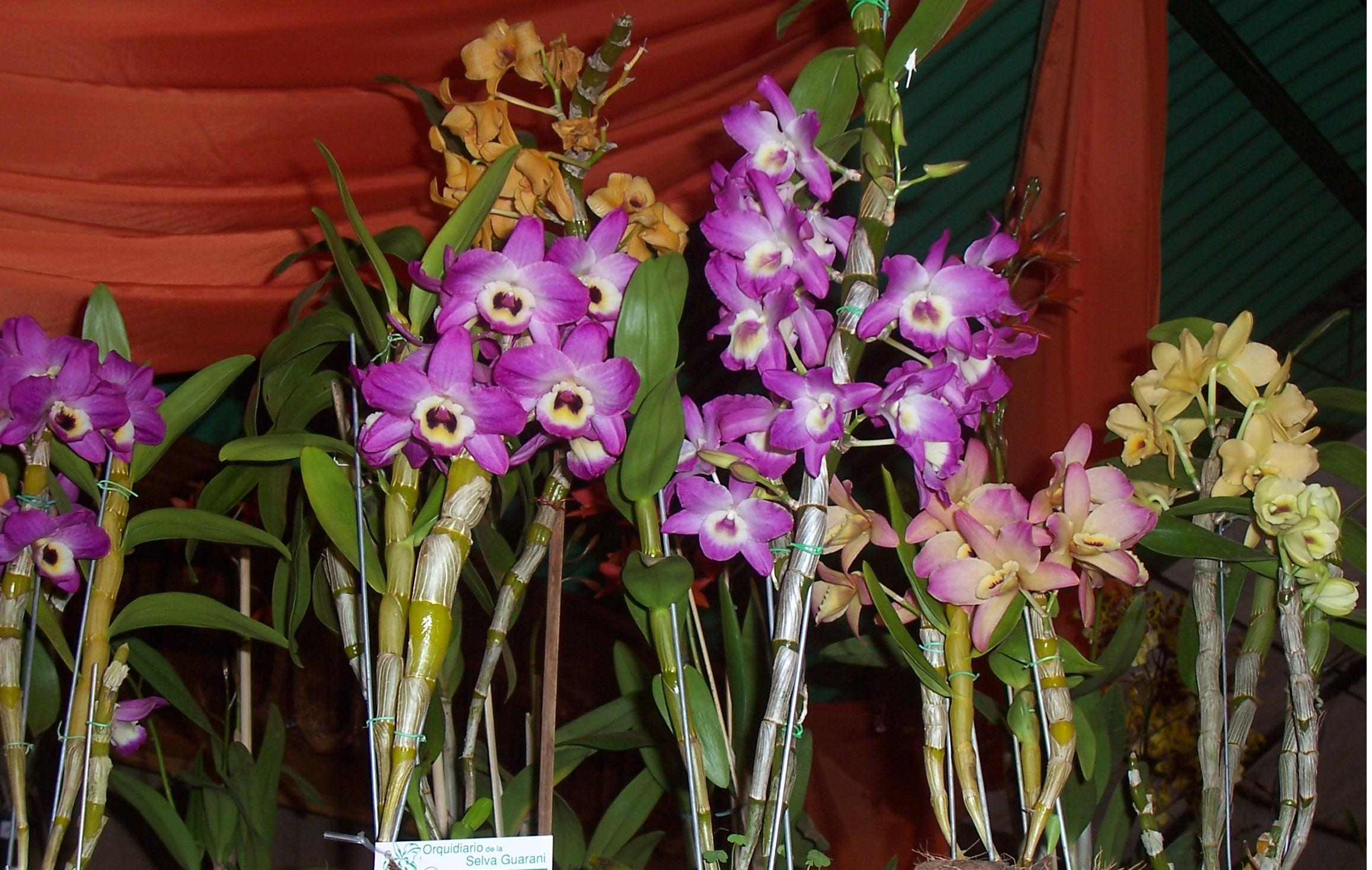
ノビル系デンドロビウム

この種は洋ランとして古くから栽培された。牧野は本種を『温室にもっとも普通に栽培する』植物であると記している。耐寒性が強いため、無加温でも室内に囲えば栽培可能であり、また栽培そのものが容易であることから安価に出回り、バルブ付きの挿花としても出回った。開花させるには温室内に取り込む前に野外で冷気に当てる必要がある。
この種自身も栽培されるが、近縁種との交配により非常に多くの交配品種が作られ、それらはまとめてノビル系と呼称される。塚本他(1956)は、十数年前からデンファレ系の存在感が大きくなってはいるが、従来はデンドロビウムの交配種と言えば、この種に関わるものが大半であったと述べている。これについてはノビル系を参照。